# Polizeipräsidium Alexanderplatz (1951–1990)
Das Polizeipräsidium am Alexanderplatz war der ehemalige Sitz der Volkspolizei in Ost-Berlin an der Keibelstraße. Seit 1990 befindet sich das Gesamtberliner Polizeipräsidium am Platz der Luftbrücke, im Gebäude Alexanderplatz sind weiterhin Teile der Polizeiverwaltung untergebracht.

## Geschichte
Das zweite Polizeipräsidium am Alexanderplatz, heute das Gebäude Bernhard-Weiß-Straße 6, wurde 1930–1931 für das Warenhaus-Unternehmen Rudolph Karstadt AG in der Neuen Königstraße errichtet (siehe auch Vorgeschichte des Ortes). Da es sich schnell für ein Kaufhaus oder Lagergebäude als zu groß erwies, verkaufte Rudolph Karstadt das repräsentative Haus im Jahr 1934 für 15 Millionen Mark (kaufkraftbereinigt in heutiger Währung: rund 81,5 Millionen Euro) an das Reichsfinanzministerium. Danach zog hier das Statistische Reichsamt ein, das u. a. die jüdischen Einwohner Berlins statistisch erfasste und zentrale Informationen für die Kriegsführung sammelte.
Der Bau erlitt in der Schlacht um Berlin Zerstörungen und wurde ab 1947 wiederhergestellt. Der Sitz des Berliner Polizeipräsidenten befand sich bis zur Spaltung der Berliner Polizei im Jahr 1948 an wechselnden Orten im Sowjetischen Sektor der Viersektorenstadt Berlin. Als im Juli 1948 der demokratisch gewählte Magistrat Schroeder den 1945 von der SMAD eingesetzten Polizeipräsidenten Paul Markgraf (KPD, ab 1946 SED) wegen erheblicher Pflichtverletzungen suspendiert hatte, verblieb dieser mit sowjetischer Billigung im Amt und nahm seinen Sitz im bezugsfertigen Karstadt-Gebäude. Der vom Magistrat eingesetzte Polizeipräsident Johannes Stumm verlegte das Präsidium in die Friesenstraße im Amerikanischen Sektor. Mit der Spaltung der Berliner Polizei begann im Sommer 1948 die Teilung Berlins.

## Nutzung
Das ehemalige Kaufhaus diente bis 1990 als Zentralverwaltung der Volkspolizei in Ost-Berlin. Im Hof entstand 1951 die Untersuchungshaftanstalt UHA II. Deren Bau erstreckt sich über acht Etagen und verfügte über 100 Gefängniszellen. Das Ministerium für Staatssicherheit verfügte im Gebäude über einen „ständig besetzten Stützpunkt“, der auch die UHA II nutzte. Nach 1990 fanden in dem Gefängnisbau mindestens zwei Filmaufnahmen statt (für Männerpension und Das Leben der Anderen), weitere Nutzungen gab es bis 2007 nicht. Dann übernahm die Berliner Immobilien Management GmbH (BIM) die gesamte Immobilie und konnte sie für 47 Millionen Euro komplett sanieren.

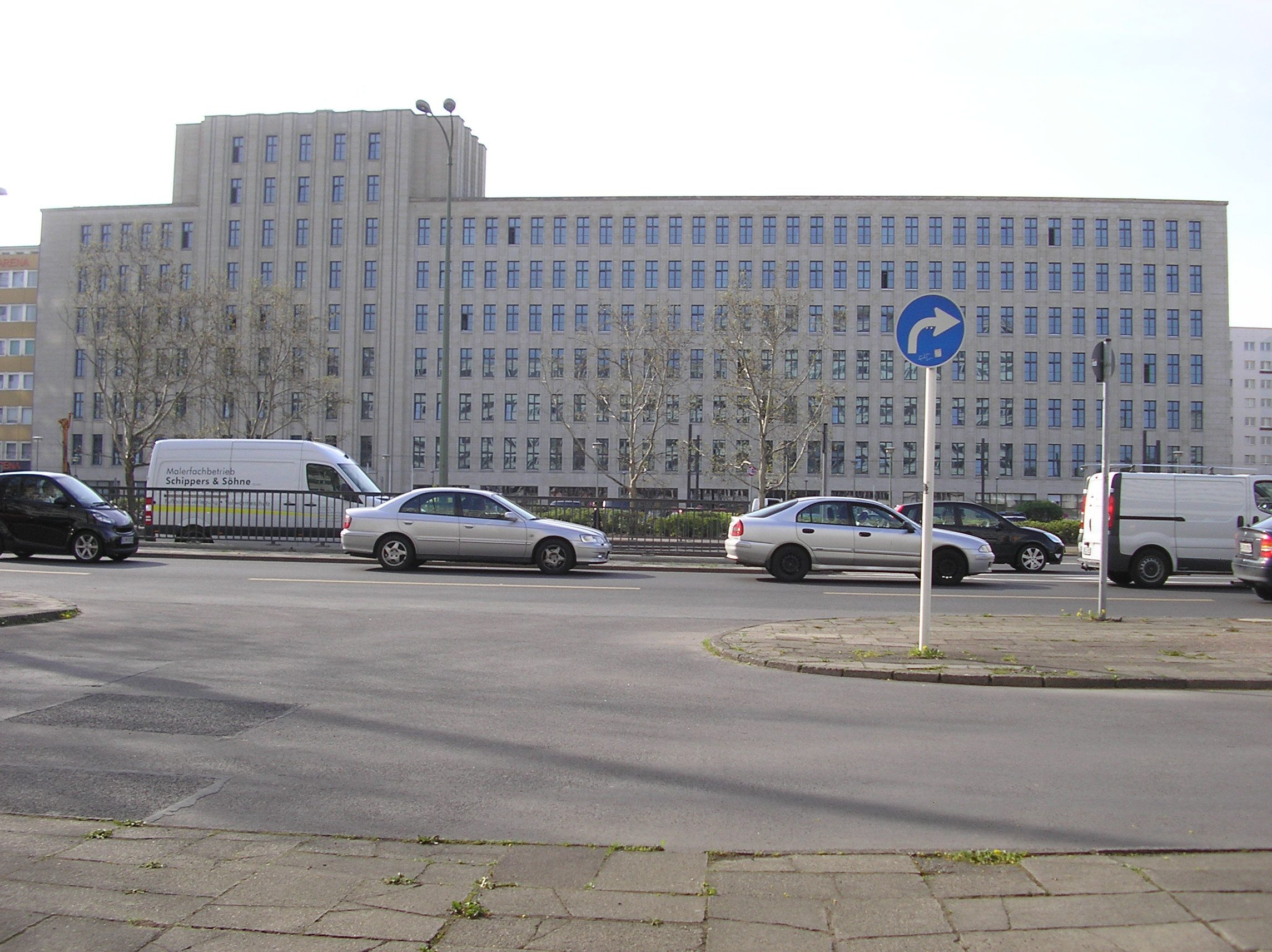
Das Gebäude war nach der Fassadensanierung 2010 noch von der Otto-Braun-Straße aus zu sehen

In den ehemaligen Karstadt-Bau zog anschließend die Senatsverwaltung für Bildung, Jugend und Wissenschaft ein. In mehreren Etagen in der Keibelstraße fanden neue Polizeidienststellen (Abschnitt 57) Platz, Hauptnutzer ist jedoch die BIM. Das erste Stockwerk wurde in Abstimmung mit dem Denkmalschutzamt im Jahr 2018 zum Lernort Keibelstraße umgestaltet und am 18. Februar 2019 eröffnet. Schüler der Altersgruppen 15–20 Jahre können die Zellen und die Ausstellung besichtigen und sich mit der Geschichte des Ortes sowie dem Schicksal einiger Gefangener (wie Norbert Bisky, Michael Brack oder Toni Krahl) intensiv beschäftigen.
Die Hauptadresse des Gebäudes wechselte mehrfach. Erbaut wurde es an der Neuen Königstraße, diese wurde 1966 in Hans-Beimler-Straße und 1995 in Otto-Braun-Straße umbenannt. Durch den Bau eines Hotelkomplexes zwischen Straße und Gebäude wurde ein Teil der Straße abgetrennt und erhielt 2011 einen eigenen Namen, so wurde die Otto-Braun-Straße 27 zur Bernhard-Weiß-Straße 6. Die Eingänge an der rückwärtigen Seite des Gebäudes gehören unverändert zur Keibelstraße.